# Juan Carlos Aduviri
Juan Carlos Aduviri (né le 1er février 1976 à El Alto, Bolivie) est un acteur et professeur bolivien de cinématographie. Aduviri se fait connaître grâce à son rôle principal dans Même la pluie, film de Icíar Bollaín tourné en Bolivie, rôle qui lui vaut une nomination comme meilleur espoir masculin (mejor actor revelación) aux Prix Goya en 2011, et le Prix d'interprétation masculine au Festival de cinéma européen des Arcs en 2010.

## Biographie
Sixième de sept frères, il a fait ses études secondaires dans la ville de El Alto et des études de cinématographie à l'école municipale des arts de El Alto, où il est désormais professeur de cinéma. 

## Filmographie
- 2010 :  El padre, la madre, el perro y sus hermanos (court métrage) : Hermano ;
- 2010 : Même la pluie (También la lluvia, film) : Daniel Aduviri / Hatuey ;
- 2011 : Salar (court métrage) : Carlos ;
- 2017 : Oro d'Agustín Díaz Yanes.